# Celestine Bisoga
Celestine Bisoga Mianda, née le 21 octobre 1990 à Lubumbashi, en République démocratique du Congo, est une joueuse congolaise de basket-ball, évoluant au poste de meneuse.

## Carrière
Celestine Bisoga participe avec l'équipe de République démocratique du Congo au Championnat d'Afrique féminin de basket-ball 2019, terminant à la sixième place.
Elle évolue en club à l'ASB Makomeno.